# 歐洲聯盟特別領域

图例
歐洲聯盟
欧盟外延地區 (OMR)
会员国海外领土 (OCT)
欧盟法律、公民身份、关税等适用问题的特殊区域
其他特別領域

有32個歐洲聯盟成員國屬下的特別領域，因過往原因，獲得歐盟的特殊地位。 現時大部份歐盟特別領域仍然獲享與歐盟一系列的特殊關係。
特別領域（或特別領土）分三種類型：
1. 9個外延地區（法语：Région ultrapériphérique）（Outermost Regions，OMR）：屬歐盟的一部分，但由於地理上遠離歐洲大陸，有權不採用部分歐盟法律；
2. 13個域外國家及領土（法语：Pays et territoire d'outre-mer）（Overseas Countries and Territories，OCT）：不屬於歐盟，但仍透過正式渠道與歐盟保持合作；
3. 10個特殊例子：除了法羅群島外都屬於歐盟，但歐盟對這些地區有額外立法。

現時全部32個特別領土，人口方面共有610萬人，人口最多的是西班牙的加那利群岛（200多萬），而法属南部和南极领地則是唯一沒有長住人口的特殊領土；面積方面則佔地近300萬平方公里（2,733,792），當中最大的是格陵蘭島（佔全部面積80%），面積最小的則是荷蘭的加勒比海領土薩巴（僅13平方公里）。

## 外延地區
有九個歐盟成員國屬下的外延地區被列為歐盟及歐元區整體的組成部份。根據歐洲聯盟基本條約，部分地區由於「地處偏遠、面積狹小、地理或氣候條件惡劣、經濟模式單一等問題導致當地發展受限」，有權不實施部分歐盟法律。所有外延地區屬歐盟關稅同盟，但不一定都屬於申根區或歐盟增值稅區（亦即其增值稅不受歐盟規範）。
9個外延地區具體如下：
- 及 馬德拉 - 位於大西洋的葡萄牙自治島嶼，歐盟部分涉及稅收、漁業和運輸的法律在當地不適用。[2][3]其增值稅低於葡萄牙本土，但是仍屬於歐盟增值稅區內。
- - 位於大西洋的西班牙自治群島，是歐盟內經濟最繁榮且人口最多的外延地區。該地不屬於歐盟增值稅區。[4]
- 法属圣马丁 - 2007年，里斯本條約列明聖馬丁自治集體為一個外延地區。[5]同年同樣被定義為外延地區的還有法屬聖巴泰勒米，但後者最終決定在2012年起放棄該地位並轉為域外國家，使得聖馬丁成為法國唯一是歐盟外延部分的海外集體。該地以歐元為法定貨幣，但並不屬於申根區及歐盟增值稅區。
- 所有法國海外省（5個） -  留尼汪、 、 、 、 马约特。根據法國法律，全部法國海外大區均同法國本土各大區基本無異。歐元為當地合法貨幣， [6]但並非為申根地區及增值稅範圍內。[4]

## 域外國家和領土
域外國家和領土並非是歐盟整體一部份。除非有關與歐盟合作夥伴關係，大部分歐盟法律不適用/申展於域外國家和領土。歐盟現時有13處域外領土。法國與荷蘭各有六地，丹麥一地。
全13處域外國家和領土被邀請與歐盟進行合作夥伴關係：自願加入歐洲公民自由進出入規定（歐洲聯盟基本條約第202及199(5)條），但不隸屬於歐盟共同對外關稅（歐洲聯盟基本條約第200(1)條），及以非歧視準則下，向歐盟入口貨品索取關稅（歐洲聯盟基本條約第200(3)及200(5)條）。歐盟海外國家與領土組織還向海外領土提供結構基金以進行再生性項目。

### 法國海外領土
六處法國海外行政區域被法國內政部定為歐盟域外國家和領土。 法國憲法規定所有法國領土居民均為法國公民，享有歐洲公民身份及在居住地點投票歐洲議員選舉。
- 位於加勒比海一處：
  -  聖巴泰勒米島 - 歐元區一部份。在2012年由原来的外延地区被變革為域外國家和領土。[8]
- 位於北大西洋一處
  -   - 歐元區一部份。[9]
- 位於太平洋三處：三地不使用歐元，而共同使用太平洋法郎。該貨幣與歐元保持固定匯率並由法國政府擔保。
  -  法屬玻里尼西亞 - 法國定義為「海外屬國」（pays d'outre-mer），具有相當自治的地位，包括對外事務。
  -  新喀里多尼亞 - 法國定義為「特殊集體」（Collectivité spécifique），擁有很大的自治權。
- 無長住人口一處
  -  法属南部和南极领地

### 荷蘭王國其他構成體
荷属安的列斯，或稱荷屬西印度，是荷蘭在加勒比海的海外領土，曾是荷蘭王國的組成國之一。1957年歐盟前身歐洲經濟共同體建立時，荷蘭王國僅歐洲本土及荷屬新幾內亞加入。1962年荷蘭再度與歐共體簽訂補充協議，賦予荷属安的列斯域外領土之地位。
隨後1986年阿魯巴脫離荷属安地列斯，單獨成為荷蘭王國的構成國；2010年，荷属安地列斯解體，庫拉索及荷屬聖馬丁成為與荷蘭本土及阿魯巴平行的構成國，餘下博奈尔、聖佑達修斯與薩巴三島則共同組成荷蘭加勒比區，由荷蘭本土直轄。以上六地同時亦繼承了原荷屬安的列斯作為歐盟（歐共體）域外領土的地位。 所有荷蘭領土居民均為荷蘭公民，享有歐洲公民身份，並且在2006年經歐洲法院裁定，同樣有權參與歐洲議會選舉。
六個荷屬歐盟域外領土的流通貨幣分別為：
- 阿鲁巴使用阿魯巴弗羅林
- 、 荷屬聖馬丁兩地共用荷屬安的列斯盾
- 、 、 三地通用美元

### 格陵蘭
雖然宗主國丹麥是歐洲聯盟成員國，但由於 格陵兰不滿歐洲各共同體及其歐洲經濟共同體推動的共同漁業政策，使其在1982年公投，於1985年退出歐洲各共同體（歐盟前身）。

## 特殊例子
雖然外延地區及域外國家和領土，分別與歐洲聯盟有共同機制保持關係，但目前歐盟有10處成員國領土享有歐盟特殊協定。這些特殊協定主要集中於增值稅、關稅及選擇性銷售稅等領域。

### 奧蘭群島
奥兰與屬國芬蘭分別單獨就是否加入歐盟展開公投後，在1995年與芬蘭一起加入歐洲聯盟。
奧蘭群島屬於歐洲單一市場，適用絕大多數歐盟法律。但該島在增值稅、營業稅、選擇性消費稅以及間接稅方面保有自主性，不受歐盟控制。
另外，出於保護當地經濟，該地與歐盟達成協議並推出「地區公民權」（瑞典語：hembygdsrätt；芬蘭語：kotiseutuoikeus）身份。對不持有該身份的其他歐盟人士，其在群島內的物業持有、建立商業設施等方面會受限制。該身分僅能由芬蘭公民獲得，並需在奧蘭群島上居住滿五年及能夠使用瑞典語。

### 布辛根
德國的外飛地  布辛根，與被包圍的瑞士成立獨一關稅同盟。布辛根跟隨德國本土從屬於歐元區，但更偏好使用瑞士法郎。該地不屬於歐盟關稅聯盟及增值稅區。。2008年該地隨瑞士一同加入申根區。

### 坎波內、 利維尼奧
意大利科莫省的坎波內被瑞士提契諾州所包圍的外飛地，以瑞士法朗為法定貨幣，不屬於歐盟增值稅區，並且在2020年前，甚至不屬於歐盟關稅同盟。 坎波內境內的商店和商店通常同時接受歐元以及瑞士法朗付款，價格也會分別以兩種貨幣展示。
而同屬義大利的另一個特殊例子是松德里奧省的利維尼奧，一個位於北部偏遠山區的度假小鎮。該鎮自自拿破崙時代開始享有特殊的稅收地位，直至今天該地依然不屬於歐盟關稅同盟及增值稅區。

### 休達、梅利利亞
休達、梅利利亞是西班牙在北非的自治市。 兩城市被括出共同農業及漁業政策之外，同時也是歐洲關稅同盟、及增值稅以外地區；但來自歐盟的入口商品免關稅，同時部分產自兩市的產品進口歐盟亦可括免關稅。
雖然兩地屬於申根區，但西班牙對所有通過水路和空路從該地前往其他申根區地區的乘客實施身份檢查。

### 塞浦路斯
塞浦路斯共和國於2004年5月加入歐盟，但該國的控制範圍僅佔島嶼三分之二地域，其餘部分不受其管轄，包括： 北賽普勒斯、綠線、和英屬基地區。
歐盟法律只可伸然至塞浦路斯共和國有效管治地域，其在北塞浦路斯的執行處以被擱置狀態。
塞浦路斯的國籍法對全島生效，即使在英屬基地及北塞浦路斯內出生的人士亦被視為公民，故法理上北賽普路斯居民亦可以參與歐洲議會選舉，只是由於實際上被另外政權所治，因此歐洲選舉從未在北部分裂地區舉行。

#### 英屬基地區
亞克羅提利與德凱利亞是島上的兩處英軍基地，主權屬於英國擁有。 1960年賽普勒斯獨立建國時，英國保留了這兩小塊軍事基地的領土沒有讓其一起獨立。
在塞浦路斯於2004年加入歐盟前，雖然英國當時已是歐盟成員，但是軍事基地並不實行歐盟法律。塞浦路斯共和國簽約加入歐盟的附帶條款，下令大部份歐盟法律可伸展至英屬基地區內。 歐盟關稅及歐元區伸延至英屬基地區。 英屬基地區與塞浦路斯共和國並無國際邊界。 出生於基地區成立後的人士，不得成為英國公民。
英國脫歐後，軍事基地大體上與原來保持一致。

#### 賽普勒斯聯合國緩衝區
全長約185公里的 賽普勒斯聯合國緩衝區，自1974年起將塞浦路斯共和國及北塞浦路斯分隔。 緩衝帶雖住權歸塞浦路斯共和國所有，但實際上由聯合國維和部隊管理（尤其是警力）。該地帶大概有一萬居住人口。根據塞浦路斯共和國簽約加入歐盟所簽署的附帶條款第2.1條，歐盟首腦會議有權決定歐盟法律可伸展的程度。

### 法羅群島

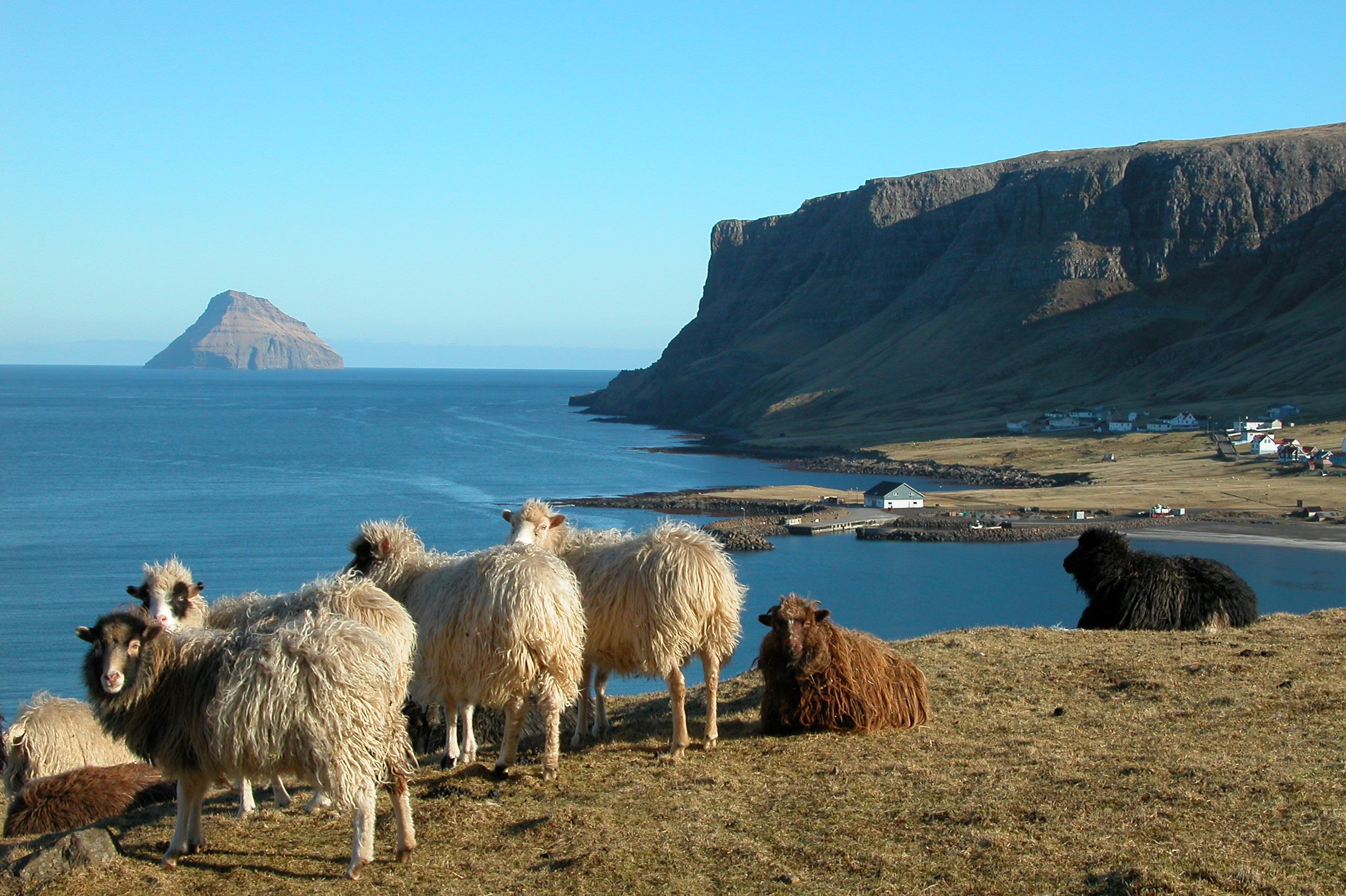
法羅群島

法羅群島是丹麥自治領土，但與共同漁業政策出現分岐，決定不跟隨宗主國加入歐盟。丹麥籍法羅群島護照持有人並不是歐洲公民。法羅群島只是北歐護照同盟成員，處在丹麥的申根公約範圍之外。

### 直布羅陀
由於英國1982年的宣言，及1981年英國國籍法內容第五段的規定，直布羅陀人成為英國公民；及後馬城條約確認直布羅陀人的歐洲公民身份。 直布羅陀人要等候至2004年以英格蘭西南選區身份，為歐洲議會選舉投票。英国脱欧后，直布罗陀亦不在欧盟。

### 黑爾戈蘭島

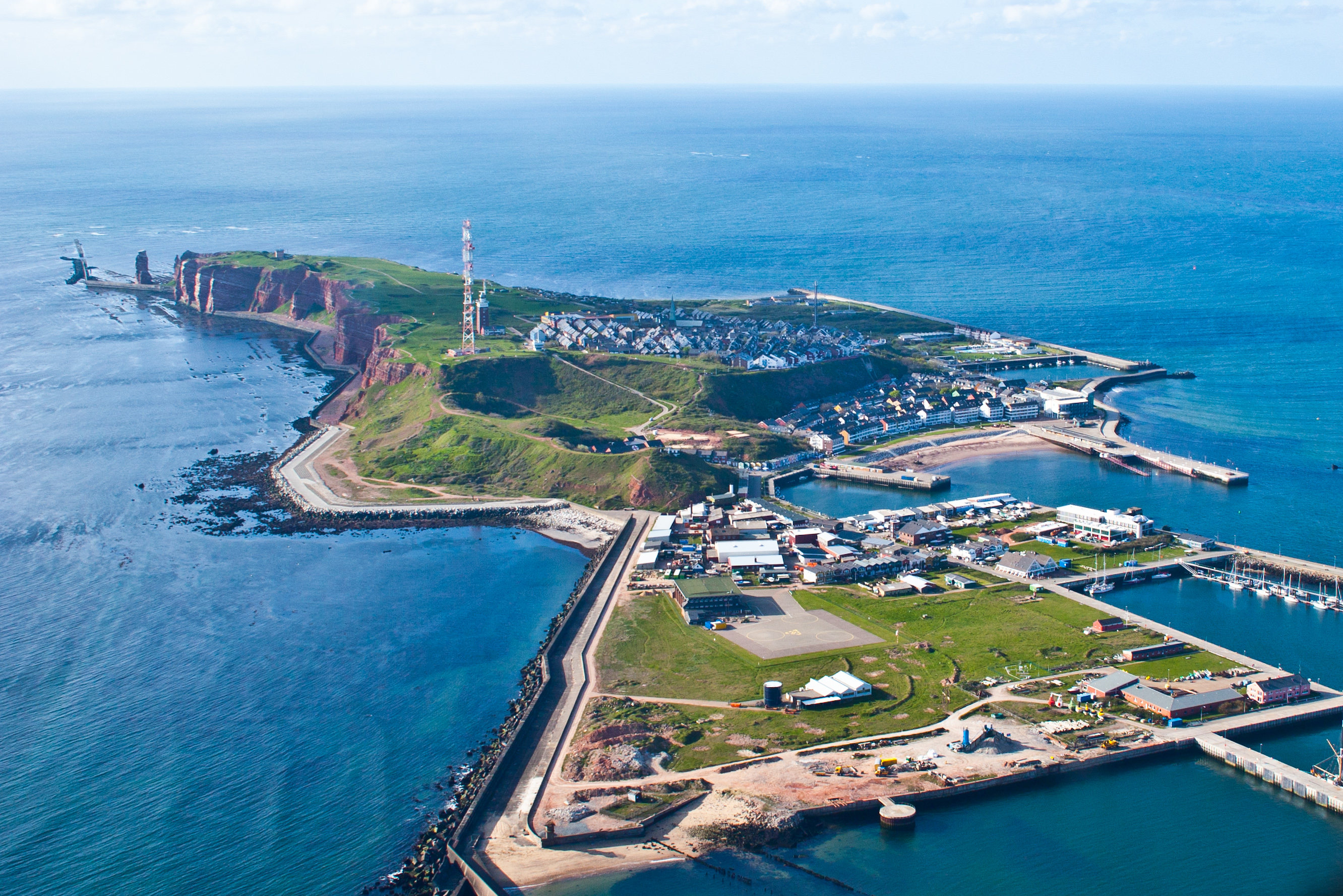
黑爾戈蘭島

位於德國西北海岸線外約70公里處的  黑尔戈兰岛屬於歐盟，但排除於歐洲關稅同盟及增值稅區以外。

### 阿索斯山修道院共同體

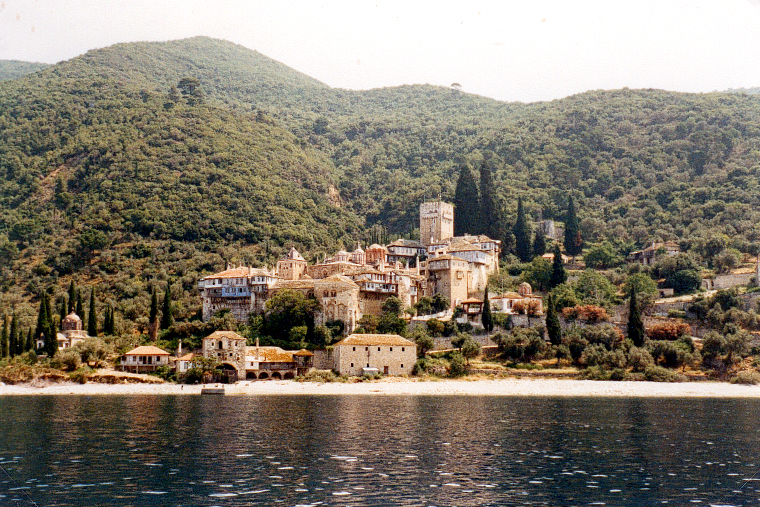
阿索斯山的東正教修道院

阿索斯山修道院共同體是希臘的一個正教會修道院自治政權。 希臘加入歐盟時所簽書的附帶條約，要求保留修道院已有數世紀歷史的特殊自治身份，尤其該自治地位受希臘憲法第105條所保護。該地區屬於歐盟關稅同盟，但不屬增值稅區；另外，雖然法理上該地亦屬申根區，但進入該半島仍需要申請特別許可，並且嚴格不允許女性（甚至大部分雌性動物）進入。

## 特殊跨境交通

### 塞馬運河

英文版運河地圖——圖中紅色虛線為兩國邊境，維堡（Vyborg）西南面的小島（Maly Vysotsky Island）2012年亦為芬蘭所租借。

塞馬運河是一條位於芬蘭和俄羅斯境內連接塞馬湖水繫到芬蘭灣的運河。運河雖流跨兩國，但芬蘭向俄羅斯已向俄羅斯租借了後者境內的運河部分。該租借部分雖並不屬於歐盟，但根據兩國協議，海事及運河職工雇用兩方面實行芬蘭法律（亦即受歐盟規範），其餘領域則仍屬俄羅斯司法所轄。單純通過運河進入俄羅斯境內之人士並不需要持有俄羅斯簽證，但仍需持有護照並在運河上的檢查站接受盤查。運河費亦可以歐元支付。2012年前，除了運河的俄羅斯部分，運河終點城市維堡以西南方大約10公里一座名叫瑪麗·維索茨基島（Maly Vysotsky Island）的小島也是租借部分。但2012年兩國的租借條約中已經移除該島。

### 愛沙尼亞178號公路

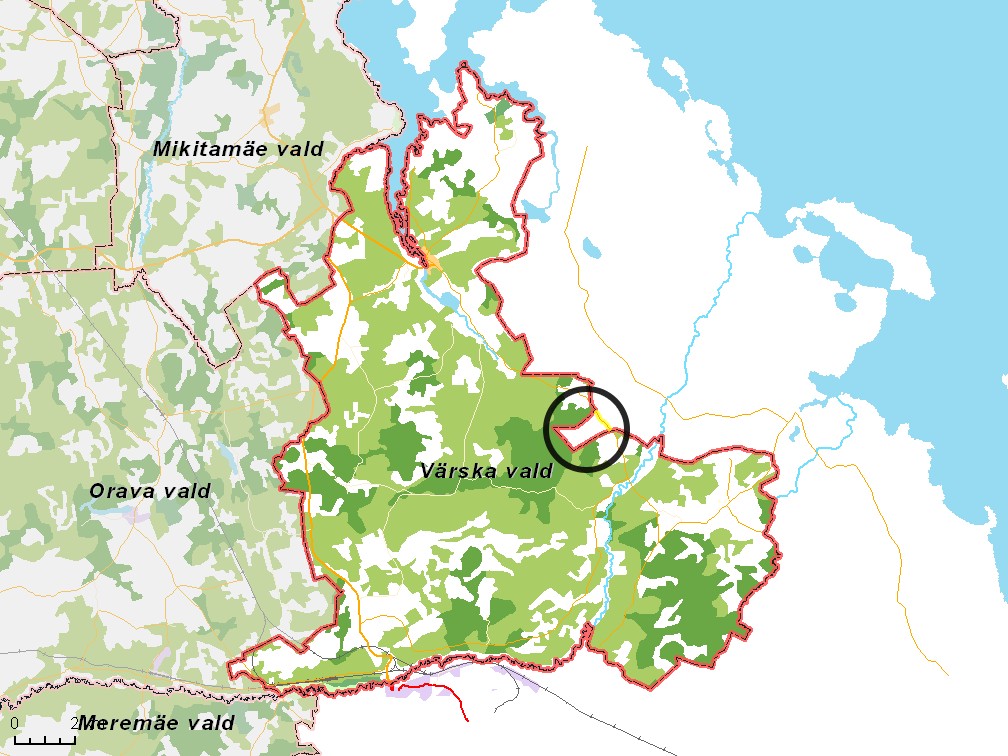
圖中用黑圈圈起部分中的黃線即為該公路穿過俄羅斯領土的部分

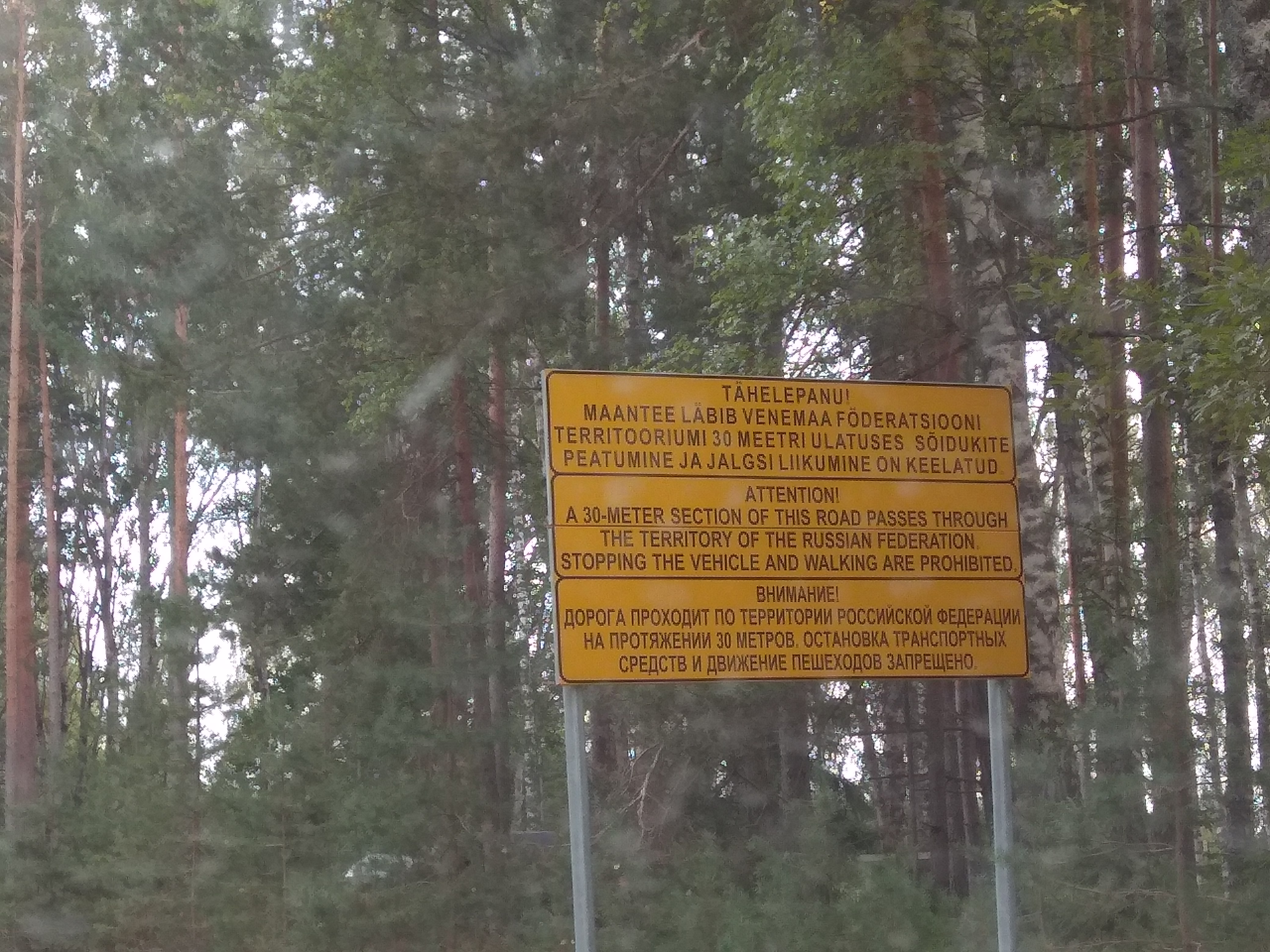
該段道路上的一個警示路牌，從上往下分別為：愛沙尼亞語、英語、俄語。內容意思為：該段道路有30米穿越俄羅斯聯邦領土。禁止停車及步行通過。

愛沙尼亞178號公路在連接韋爾斯卡鄉的盧特佩村(Lutepää)以及塞斯尼基村(Sesniki)時，有大概一公里部分穿過了俄羅斯領土。愛沙尼亞公民在駕駛交通工具穿過該部分時無須通過邊境檢查（故該部分實際上屬於申根區內），但乘客及駕駛員均不得中途下車。行人亦不得步行穿過該道路部分。

## 英國領土
英國脫歐後，除上文提及的塞浦路斯英軍基地，有兩處英國領土仍然和歐盟保持特殊關係。

### 直布羅陀
位於地中海最西端的  直布罗陀，跟隨宗主國英國在1973年加入歐洲共同體。里斯本條約第355(3)條令直布羅陀納入歐盟版圖，但被括出共同農業政策、歐洲關稅同盟、神根公約範圍及增值稅區以外。身為一個英國海外領土，獨有一個司法管蓋區，直布羅陀首長會同行政局及議會將歐盟法律本地化。
2020年12月31日，英國及西班牙表示原則上同意繼續談判以期直布羅陀可加入申根區，避免直布羅陀和西班牙本土間出現硬邊界。但直至2023年3月，談判依然未有實際性進展，兩地間人員往返仍需接受邊境檢查。

### 北愛爾蘭
貨物流通方面，北愛爾蘭通過北愛爾蘭議定書實際上繼續留在歐洲單一市場和歐洲關稅同盟；而人員流通方面，英國和愛爾蘭共和國組成的共同旅行區維持不變。

## 外部連結
- 歐洲委員會介紹域外國家和領土的資料
- Review of CARIFORUM-EU EPA - and Implications for the British and Durch Caribbean Octs - 讲述歐盟與加勒比共同體貿易協議對歐盟加勒比領域的影響